# بوتي (جورجيا)
مدينة بوتي (باللغة الجورجية ფოთი) هي مدينة جورجية تقع في غرب البلاد على ضفاف البحر الأسود وتعتبر ثالث أهم ميناء في البلاد. يبلغ عدد سكان المدينة 41,498 نسمة (أحصائيات 2020).

## توأمة
لبوتي (جورجيا) اتفاقيات توأمة مع كل من:
- أكتاو
- بلدية لارنكا (17 سبتمبر 1987 - )[5]

## أعلام
- شوق فضة سلطان
- ليونيد بيبرمان
- فلاديمير شانتوريا
- بدرفلك قادين
- نسرين خانم